# Dzamling Chegu Wangdü
Dzamling Chegu Wangdü (1855-1919) was van 1901 tot 1915 de achtendertigste sakya trizin, de hoogste geestelijk leider van de sakyatraditie in het Tibetaans boeddhisme.